# 池田 (家電量販店)
株式会社池田（いけだ）は、かつて存在した、主に北海道西南部においてケーズデンキの屋号で家電量販店を展開していた企業。家電量販店チェーンを展開するケーズホールディングス（ケーズHD）の持分法適用関連会社の一つであった。本社は北海道伊達市に置いていた。
2015年8月1日にケーズHDの完全子会社となった上で、同じくケーズHDの完全子会社であるデンコードーに吸収合併された。合併時には7店舗を運営していた。

## 概要
元々は胆振地方におけるそうご電器のフランチャイジーであったが、2002年2月14日に同社が破綻した為、同月に提携を進めていたケーズデンキ（現：ケーズHD）とフランチャイズ契約を結び、当時経営していた「YES そうご電器」3店舗のうち2店舗をケーズデンキに転換した。これによりケーズデンキはFCながら北海道進出を果たす事になる。
後の2007年に、北海道にも店舗を展開していたデンコードーがケーズHD傘下となった際、胆振地区の店舗のうちMAXDenkodo室蘭店は池田に移管された上で店舗名をケーズデンキに転換した（室蘭モルエ店）のに対し、MAXDenkodo苫小牧店はデンコードー運営のまま店舗名をケーズデンキに転換した。
もとはケーズHDは当社の株式を取得していなかったものの、2008年7月 - 9月の間（ケーズHDの第29期第2四半期中）にケーズHDが当社の株式の一部を取得し、当社はケーズHDの持分法適用会社となった。
2010年 - 2011年、新規出店を開始する。新規開拓地域の模索を検討。帯広・登別・森・倶知安・富良野・恵庭などを候補としていた。その後、2011年11月23日にケーズデンキ倶知安店を500坪で開店した。
2013年9月、後志地方2店目の余市店を新規開店（ケーズデンキ全体では、デンコードー運営の小樽店もあるため3店目）。
ケーズHDの北海道・東北地区での効率的な事業拡大方針のため、2015年7月31日に同社と株式交換を行い完全子会社となった上で、同8月1日にケーズHDの連結子会社であるデンコードー（前述）に吸収合併された。

## 沿革
- 1967年（昭和42年）6月1日 - 池田電気（いけだでんき、住所：伊達市鹿島町64）の名前でサンヨー薔薇チェーンとして創業。
- 1978年（昭和53年） - 現在の社名に変更し、株式会社に改組。
- 1989年（平成元年） - 伊達市でそうご電器のフランチャイズを運営する北電商販（本社：札幌）が札幌にあるそうご電器を脱退。そのタイミングで株式会社池田がそうご電器に加入をする。当時レコード販売も行っていたが、そうご電器加入を期にレコード販売より撤退。
- 2000年（平成12年）11月 - 室蘭市東町に『そうご電器YES'eむろらん店』を開店。同じ棟で1階そうご電器・2階そうご電器ソフト館で複合店舗として開業。
- 2002年（平成14年）
  - 1月 - そうご電器へのFC契約退会届が出される。
  - 2月12日 - そうご電器民事再生法を申請、経営破綻。同日ケーズデンキ（現：ケーズホールディングス）の取締役会にて、株式会社池田のFC契約について承認された。
  - 3月1日 - ケーズデンキとフランチャイズ契約を結ぶ。
  - 3月28日 - 北海道初のケーズデンキの店舗として、室蘭市東町に『ケーズデンキむろらんパワフル館』を開店。
  - 4月25日 - 池田の本社所在地である北海道伊達市末永町に『ケーズデンキ伊達パワフル館』を開店。そうご電器時代の洞爺店を伊達と統合する。
- 2003年（平成15年）11月 - 当時の静内郡静内町に『ケーズデンキ静内パワフル館』を開店。
- 2004年（平成16年）10月 - 留萌市南町に『ケーズデンキ留萌パワフル館』を開店。
- 2006年（平成18年）11月 - 滝川市東町に『ケーズデンキ滝川パワフル館』を開店。
- 2007年（平成19年）
  - 4月1日 - 株式会社デンコードーがケーズホールディングスの完全子会社となる。以後下記の通り、同社との間で一部店舗の譲受が行われる。
  - 11月8日 - 『ケーズデンキ滝川パワフル館』（滝川市）の営業権をデンコードーに譲渡[注 1]。
- 2008年（平成20年）
  - 2月14日 - デンコードーからMAXDenkodo室蘭店（室蘭市）の営業権を譲受し、『ケーズデンキ室蘭モルエ店』として営業を開始。
  - 3月6日 - 伊達市松ヶ枝町に『ケーズデンキ伊達インター店』を開店（『伊達パワフル館』からの移転扱い）。
- 2011年（平成23年）11月23日 - 虻田郡倶知安町高砂に『ケーズデンキ倶知安店』を開店。
- 2013年（平成25年）
  - 9月12日 - 余市郡余市町黒川町に『ケーズデンキ余市店』を開店。
  - 12月5日 - 新ひだか町静内木場町に『ケーズデンキ新ひだか店』を開店（『静内パワフル館』からの移転扱い）。
- 2015年（平成27年）8月1日 - デンコードーに吸収合併し、解散。

## 店舗
店舗はいずれもケーズデンキ。
- 胆振総合振興局管内
  - むろらんパワフル館（室蘭市・弥生ショッピングセンター内、デンコードーへの合併後の2023年7月23日閉店[5]）
  - 室蘭モルエ店（室蘭市・MORUE中島内）
  - 伊達インター店（伊達市・伊達消防署隣）
  - ※苫小牧店はデンコードー運営。
- 日高振興局管内
  - 新ひだか店（新ひだか町）
- 留萌振興局管内
  - 留萌パワフル館（留萌市）
- 後志総合振興局管内
  - 倶知安店（虻田郡倶知安町）
  - 余市店（余市郡余市町）
  - ※小樽店はデンコードー運営。